# John Boccieri

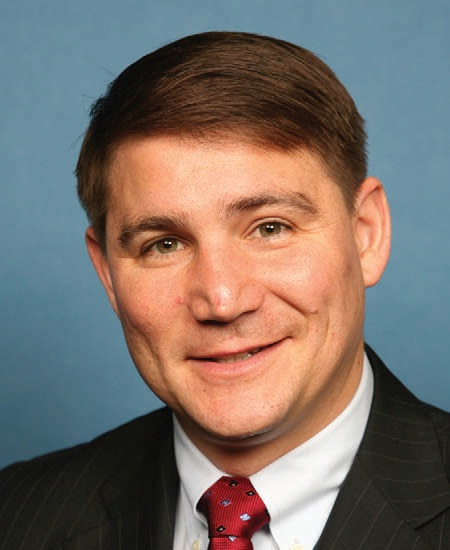
John Boccieri (2009)

John A. Boccieri (* 5. Oktober 1969 in Youngstown, Ohio) ist ein US-amerikanischer Politiker. Zwischen 2009 und 2011 vertrat er den Bundesstaat Ohio im US-Repräsentantenhaus.

## Werdegang
Im Jahr 1988 absolvierte John Boccieri die Ursuline High School in Youngstown. Danach studierte er bis 1992 an der St. Bonaventure University in New York. Zwischen 1994 und 1998 diente er in der US Air Force Während dieser Zeit konnte er bis 1996 an der Webster University in St. Louis studieren. Von 1998 bis 2000 war er Mitglied im Fliegerkorps der Nationalgarde seines Staates. Seit 2000 gehört er der Reserve der Air Force an. Während des Irakkrieges und des Krieges in Afghanistan wurde er zeitweise aktiviert. Politisch schloss er sich der Demokratischen Partei an. Zwischen 2001 und 2007 saß er als Abgeordneter im Repräsentantenhaus von Ohio; von 2007 bis 2008 gehörte er dem Staatssenat an. Während seiner Militäreinsätze im Irak und in Afghanistan war er von seinem Mandat in der Staatslegislative freigestellt.
Bei den Kongresswahlen des Jahres 2008 wurde Boccieri im 16. Wahlbezirk von Ohio in das US-Repräsentantenhaus in Washington, D.C. gewählt, wo er am 3. Januar 2009 die Nachfolge des Republikaners Ralph Regula antrat. Da er im Jahr 2010 nicht bestätigt wurde, konnte er bis zum 3. Januar 2011 nur eine Legislaturperiode im Kongress absolvieren.